# Белкин, Виктор Владимирович
Ви́ктор Влади́мирович Бе́лкин (укр. Віктор Володимирович Бєлкін; род. 25 февраля 1973, Киев) — украинский футболист, полузащитник. Мастер спорта Украины (1993).

## Биография
Белкин является воспитанником киевского «Динамо». Воспитанник А. В. Леонидова — первого тренера О. Блохина. Несмотря на то, что он числился в составе киевлян ещё с 1989 года, он дебютировал за клуб лишь в сезоне 1992/93 уже в период независимой Украины. Однако в составе «Динамо» Белкин провёл лишь два матча: 17 ноября 1992 года против «Буковины» и ровно через неделю против «Черноморца». Большую часть времени с «Динамо» Белкин провёл в дубле. В 1993 году он перешёл в «Борисфен», где стал игроком основы. 15 марта 1994 года Белкин провёл свой первый и единственный матч за молодёжную сборную Украины, соперником был Израиль, матч завершился безголевой ничьей. Тем не менее, футболиста приметили скауты «Маккаби Тель-Авив», в чемпионате Израиля Белкин провёл 18 матчей и забил три гола, а также провёл две игры в еврокубках. По окончании сезона игрок вернулся в «Борисфен», который играл уже в Высшей лиге. После недолгого пребывания в киевском ЦСКА Белкин перешёл в «Днепр», с которым провёл два сезона и сыграл 33 матча. Карьеру игрока Белкин окончил в Израиле, будучи футболистом «Маккаби Нетания».